# Крункел
Крункел (њем. Krunkel) општина је у њемачкој савезној држави Рајна-Палатинат. Једно је од 119 општинских средишта округа Алтенкирхен (Вестервалд). Према процјени из 2010. у општини је живјело 673 становника. Посједује регионалну шифру (AGS) 7132065.

## Географски и демографски подаци
Крункел се налази у савезној држави Рајна-Палатинат у округу Алтенкирхен (Вестервалд). Општина се налази на надморској висини од 305 метара. Површина општине износи 2,8 km². У самом мјесту је, према процјени из 2010. године, живјело 673 становника. Просјечна густина становништва износи 240 становника/km².